# José Faustino Sánchez Carrión
José Faustino Sánchez Carrión (Huamachuco, Intendencia de Trujillo, 13 de febrero de 1787-Lurín, Lima, 2 de junio de 1825) fue un precursor independentista e ideólogo político peruano, conocido como «El Solitario de Sayán».
Tuvo una decisiva actuación en el establecimiento del sistema de gobierno republicano en el Perú. En 1822 fue representante del primer Congreso Constituyente del Perú. Fue uno de los redactores de la primera Constitución Política del Perú, de corte liberal. Integró luego la comisión que fue a Guayaquil para invitar a Bolívar al Perú. Junto con Javier Mariátegui y Manuel Pérez de Tudela fundó la revista La Abeja Republicana. Aquí, con el seudónimo de «El Solitario de Sayán», publicó sus famosas cartas, a través de las cuales, desde su punto de vista ideológico liberal, criticó al gobierno monárquico y propuso la república como mejor forma de gobierno. Fue Secretario o Ministro General de Bolívar, a quien acompañó a lo largo de su campaña victoriosa en suelo peruano, gestionando los recursos necesarios para el Ejército Unido Libertador, que venció en Junín y Ayacucho. Luego fue ministro de Gobierno y Relaciones Exteriores, de 1824 a 1825, y como tal firmó las invitaciones cursadas por Bolívar a los gobiernos americanos para que enviaran sus representantes a un congreso anfictiónico, que sería el Congreso de Panamá. Murió prematuramente, víctima de una enfermedad.

## Biografía
José Faustino Sánchez Carrión fue hijo de Agustín Sánchez Carrión y de Teresa Rodríguez y Ledesma. Nació en Huamachuco, en el actual departamento de La Libertad, en el seno de una familia minera.
Inició su formación cultural con maestros privados, de los que obtuvo los fundamentos de latinidad y filosofía. En 1802 pasó a cursar estudios en el Seminario de San Carlos y San Marcelo de Trujillo, pero dejó su inicial vocación religiosa y en 1804 se trasladó a Lima para estudiar Derecho en el Real Convictorio de San Carlos, dirigido entonces por el sacerdote Toribio Rodríguez de Mendoza, otro ilustre precursor de la independencia que difundía por entonces las ideas del liberalismo y que José Faustino supo asimilar. Pronto descolló como excelente estudiante y de notable talento oratorio. En 1810 hizo el elogio poético de José Baquíjano y Carrillo, otro gran precursor de las ideas liberales, a quien admiraba.
Sus ideas llegaron a ser conocidas por todos, inclusive por el propio virrey José Fernando de Abascal, ante quien pronunció un discurso por el segundo aniversario de la Constitución Política de la Monarquía Española, pero en vez de tener este un carácter servil y laudatorio, como prescribía el ceremonial, habló sobre las libertades y recalcó la igualdad entre criollos y españoles prescritas en la Constitución de Cádiz. Se dice que Abascal ordenó que a partir de entonces no se le encomendaran discursos o conferencias. Pese a ello, siguió destacando en los estudios e incluso, aun colegial, se le encargó que dictara el curso de Filosofía en el Convictorio, debiendo interrumpir sus estudios por un año. Se graduó de bachiller en leyes en 1813, y cumplida la práctica reglamentaria, se recibió de abogado el 5 de noviembre de 1818. Ese mismo año ingresó al Colegio de Abogados de Lima, institución que le encargó la defensa de las personas insolventes (1819).
Simultáneamente se dedicó a la labor docente y encontró en la cátedra un nuevo estímulo para su vocación oratoria. Se le encomendó la enseñanza de las leyes y cánones y el curso de Digesto Viejo en San Marcos. 
El 8 de noviembre de 1819, contrajo matrimonio con María Josefa Antonia Dueñas. Por entonces debió ocurrir su alejamiento del Convictorio y su destierro fuera de Lima, ordenado por el nuevo virrey Joaquín de la Pezuela. El motivo sería su participación en las actividades patrióticas, entonces en efervescencia ante la inminente llegada de la expedición de San Martín. Al parecer se retiró a Sayán, un pueblito cercano a Huacho, donde descansó para restablecer su quebrantada salud. En diciembre de 1820 nace su primera hija, Juana Rosa, y poco después concurrió a la proclamación de la Independencia de Trujillo, que realizó el marqués de Torre Tagle, que ganaba así, sin mayor violencia, el importante territorio peruano de la Intendencia de Trujillo para la causa emancipadora. Tras la prematura muerte de su esposa, José Faustino contrae segundas nupcias con su cuñada, María Mercedes Dueñas, con la cual tuvo tres hijos: Tomás (1822), Juana María de la Expiración (1823) y María Matea de los Dolores (la cual nació tres meses después de su muerte, el 20 de septiembre de 1825).
Lo que se puede asegurar a ciencia cierta es que en junio de 1821 José Faustino se hallaba en Huamachuco, donde fue por la muerte de su padre y donde permaneció algunos meses, por lo que no fue testigo de la proclamación de la independencia en Lima, realizada en julio de 1821.
```
En diciembre de 1821 retornó a Lima y se consagró por entero a propagar y defender los principios republicanos, contra los "planes monárquicos de San Martín y sus colaboradores" (postulando a un príncipe europeo) , entre ellos su ministro 
Bernardo de Monteagudo
, que para tal fin abrió los debates en la llamada 
Sociedad Patriótica
. En defensa del republicanismo Sánchez Carrión escribió dos cartas que firmó con el seudónimo de «El Solitario de Sayán». 
```

Su sólida y convincente argumentación fue decisiva para la adopción del sistema republicano. Monteagudo fue destituido y expulsado del país. Sánchez Carrión expuso sus planteamientos en "El Correo Mercantil Político y Literario". Después de la asonada popular del 25 de julio de 1822, contra Monteagudo, colaboró en el bisemanario "La Abeja Republicana", donde fue publicada en forma completa la primera carta del Solitario de Sayán. Luego editó por su cuenta el bisemanario "El Tribuno de la República Peruana", apelativo que desde entonces asumió para sí. 
Como diputado por Trujillo integró el primer Congreso Constituyente del Perú, en el cual fue secretario, del 20 de septiembre a 20 de noviembre de 1822, así como miembro de la comisión encargada de redactar la Constitución, que fue promulgada en 1823 y que tuvo marcada inspiración liberal. En otro aspecto, se opuso al nombramiento de la Suprema Junta Gubernativa del Perú, cuerpo colegiado integrado por miembros del Congreso y al cual se le encomendó el poder ejecutivo.
Fue partidario de la idea de llamar a Bolívar para que culminara la guerra emancipadora en el Perú. Ante los desastres de las dos campañas de intermedios, el Congreso acogió esa idea y comisionó al mismo Sánchez Carrión y al poeta José Joaquín Olmedo, para cursar la invitación a Bolívar, que por entonces se hallaba en Guayaquil (19 de junio de 1823). Sánchez Carrión retornó al Perú acompañado por Bolívar. Y mientras el Libertador iba al norte peruano a organizar la campaña final contra los realistas, Sánchez Carrión se encargó de hacer una intensa campaña periodística en Lima, que sin duda influyó para que muchos se sumaran a la causa patriota.
El 3 de abril de 1824 Sánchez Carrión recibió de Bolívar la investidura de Secretario General de los Negocios de la República Peruana (o Ministro único), y como tal acompañó al Libertador a lo largo de toda su campaña en suelo peruano (del 26 de marzo a 28 de octubre de 1824). En una carta a Francisco de Paula Santander, Bolívar escribió lo siguiente sobre el ilustre tribuno peruano: “El señor Carrión tiene talento, probidad y un patriotismo sin límites”.
El 28 de octubre de 1824, Bolívar organizó nuevamente su gobierno en Jauja y nombró a Sánchez Carrión como ministro de Gobierno y Relaciones Exteriores (que ejerció hasta el 26 de febrero del año siguiente). Le acompañaba el coronel Tomás de Heres como ministro de Guerra, y el sabio Hipólito Unanue como ministro de Hacienda. En la fase final de la guerra contra los españoles, sugirió al almirante Jorge Martín Guise, de acuerdo con Bolívar, la iniciación de la campaña marítima, que determinó que las últimas naves españolas se retiraran de las costas peruanas. El 7 de diciembre de 1824, dos días antes de la batalla de Ayacucho, cursó a los gobiernos americanos la invitación a un congreso anfictiónico, a realizarse en Panamá. En este sentido compartió plenamente con Bolívar el ideario de la unidad hispanoamericana, que por el momento no se concretó.
Cuando Bolívar marchó al sur en abril de 1825, dejó el poder político a un Consejo de Gobierno instalado en Lima, en el que Sánchez Carrión era el vicepresidente. Pero no pudo ya ejercer dicho cargo. Agotado por la labor realizada durante la campaña independentista y debilitada su salud, se retiró a la hacienda “Grande” de Lurín, de propiedad de la congregación de los padres del oratorio de San Felipe Neri, donde falleció el 2 de junio de 1825 a los treinta y ocho años de edad. Corrió el rumor de que Bolívar lo mandó envenenar, pero según la autopsia (de la que se conserva sólo un fragmento) que le practicó el médico Cayetano Heredia su muerte se debió a la rotura de un aneurisma que tenía en el hígado. Años más tarde, Ricardo Palma publicó un opúsculo "Monteagudo y Sánchez Carrión", en el que se da cuenta de una conversación entre el expresidente colombiano Mosquera y Manuel Odriozola (Director de la Biblioteca Nacional del Perú) en la que el político colombiano habría afirmado que Sánchez Carrión murió envenenado, sin embargo Cayetano Heredia, quien hizo la autopsia, aseguró que la causa de la muerte fue natural. El Perú perdió así tan tempranamente a uno de sus hijos ilustres, cuyo talento haría falta en la organización de la naciente República.

## Pensamiento

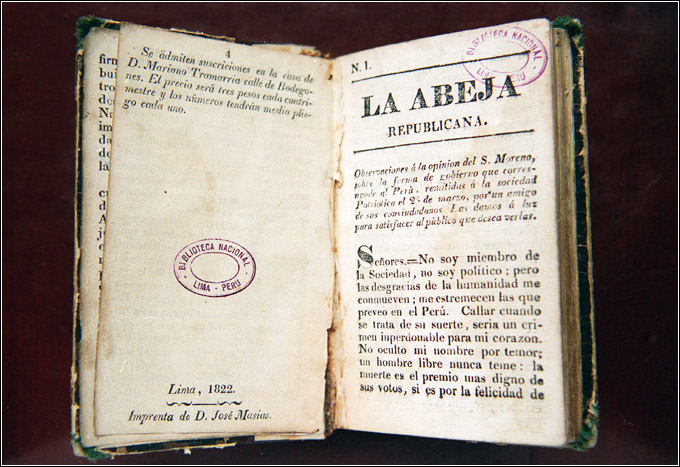
Portada del primer número de La Abeja Republicana.

El centro del ideario de Sánchez Carrión fue el republicanismo. Difundió y desarrolló sus ideas en El Tribuno de la República Peruana; en el proyecto de primera Constitución Política del Perú, de la que fue redactor, así como también en las circulares y misivas que suscribió como secretario y Ministro General del Libertador Simón Bolívar. El Perú de principios del siglo XIX era una sociedad clasista, sometido bajo un régimen político absolutista. El rey de España, soberano en la península y en las Indias, ejercía poder absoluto, era único propietario de vidas y de bienes, que además gobernaba en forma vitalicia; los españoles constituían la clase social privilegiada; los hombres carecían de libertad: de pensamiento, de culto, de palabra, de imprenta, etc. Rebelde Sánchez Carrión, plantea contra la soberanía del rey, la soberanía del pueblo; contra el poder absoluto, la división y autonomía de poderes: ejecutivo, legislativo y judicial; contra los privilegios, la igualdad para el premio y para el castigo; contra el gobierno vitalicio, el gobierno a plazo fijo; contra el monopolio real de la propiedad, el derecho a la propiedad para todos; contra el coloniaje y la opresión, la libertad.
El liberalismo del joven Sánchez Carrión llegó a ser conocido por todos, inclusive por el propio virrey Fernando de Abascal, motivo por el cual el gobernante prohibió que en lo sucesivo se le encomendaran discursos o conferencias, pues su palabra era una constante invitación a la libertad. A pesar de estas prohibiciones, se abrió camino en los estudios y llegó, siendo aún alumno, a enseñar Filosofía en el convictorio (1818). Ese mismo año logró el título de abogado e ingresó al Colegio de Abogados de Lima, institución que le encargó la defensa de las personas sin recursos económicos en calidad de “abogado de los pobres” (1819). Su férrea inclinación a las ideas liberales le valió el destierro de Lima, ordenado por el virrey Joaquín de la Pezuela, retirándose a Sayán, un pueblito cercano a Huacho, donde descansó de las fatigas laborales y procuró restablecer su quebrantada salud. Allí se encontraba cuando el Libertador José de San Martín proclamó la independencia peruana (julio de 1821), estableció el Protectorado y fundó la Sociedad Patriótica a fin de discutir, doctrinariamente, el sistema de gobierno que debía tener el Perú independiente..

## Obras escritas
- Las Cartas del Solitario de Sayán. La primera, sobre la inadaptabilidad del sistema monárquico al estado libre del Perú, parcialmente publicada en El Correo Mercantil Político y Literario y, posteriormente, publicada completa en La Abeja Republicana. La segunda, sobre la forma de gobierno conveniente al Perú, publicada en El Correo Mercantil Político y Literario.

Asimismo, fue editor del bisemanario El Tribuno de la República Peruana, del que sacó 9 números, el primero el 28 de noviembre de 1822 y el último el 26 de diciembre del mismo año.

## Obras administrativas

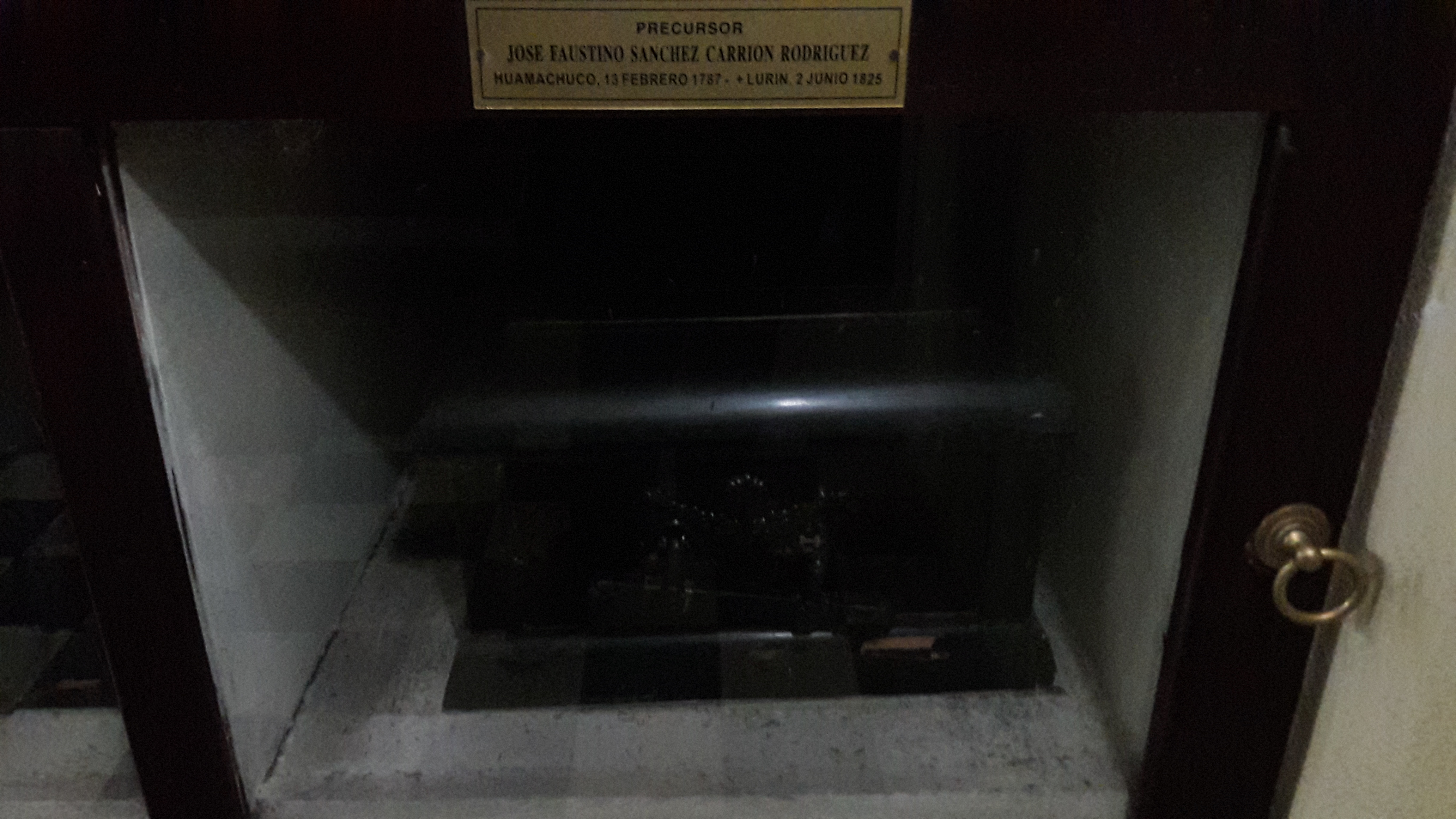
Sus restos reposan en el Panteón de los Próceres en Lima.

Además de participar activamente en la organización del ejército libertador al mando de Bolívar, así como en la propaganda periodística, como secretario o ministro general (1824) y luego como ministro de gobierno y relaciones exteriores (1824-1825), realizó las siguientes obras:
- Creó la Universidad Nacional de Trujillo.
- Creó la Corte Superior de Justicia de Trujillo, organismo encargado de administrar la justicia de todo su ámbito.
- Dio un decreto declarando a los indios propietarios de sus tierras.
- Fundó varias escuelas.
- Creó la Corte Suprema de Justicia con sede en Lima, órgano rector de la administración de justicia a nivel nacional, que se instaló el 8 de febrero de 1825.
- Nombró una comisión para trabajar en los proyectos del Código Civil y Criminal.

Pero indudablemente, su obra cumbre fue la redacción del proyecto de la primera Constitución Política del Perú en el año de 1823; por eso La Riva en oración fúnebre a Sánchez Carrión dijo: "La Constitución Política de la República Peruana es un monumento perenne a la gloria de Carrión y cada uno de los artículos que encierra es un rasgo brillante de su elogio..."

## Cargos desempeñados

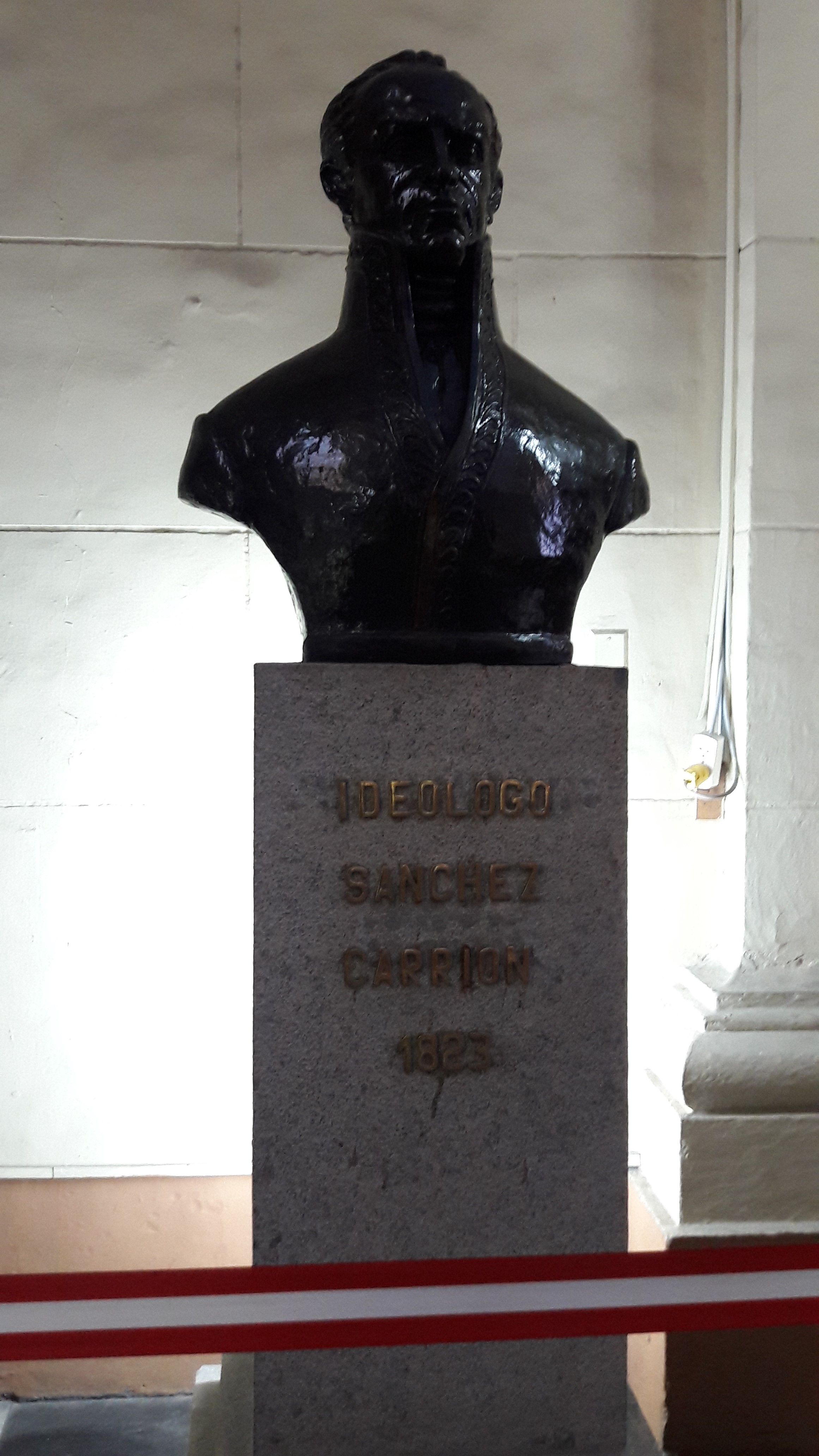
Busto de Sánchez Carrión en el Panteón de los Próceres en Lima.

- Diputado por los departamentos de Puno y La Libertad.
- Secretario o Ministro General del Libertador Simón Bolívar (1824).
- Catedrático del Real Convictorio Carolino en Lima.
- Jefe Civil del Ejército Libertador.
- Ministro Plenipotenciario de Relaciones Exteriores.
- Ministro de Gobierno y Relaciones Exteriores del Perú (1825).

## Gestión internacionalista
Convencido Bolívar, así como Sánchez Carrión, que la unión de las fuerzas militares de los pueblos de América constituía factor fundamental para el logro de la independencia, así como la de los gobiernos de las repúblicas de América para formar un sólido bloque federativo de asistencia y defensas comunes que permitiese defenderse de posibles discrepancias internas y agresiones externas. Con una autoridad que dirija la política de nuestros gobiernos y que sería creada por una asamblea de plenipotenciarios de las nuevas repúblicas. Esa asamblea sería una confederación que sirviese de consejo a los grandes conflictos. Para cristalizar este proyecto Bolívar y Sánchez Carrión invitaron a los gobiernos de México, Perú, Chile, Guatemala y Buenos Aires, teniendo como sede a la Gran Colombia. La convocatoria al congreso se hizo desde Lima dos días antes de la batalla de Ayacucho el 7 de diciembre de 1824, en cuya histórica circular el ministro Sánchez Carrión expresó: "El día que nuestros Plenipotenciarios hagan el canje de sus poderes se fijará en la historia diplomática de América una época inmortal".
El ideal bolivariano de la unidad hispanoamericana, que compartió Sánchez Carrión, no se pudo concretar entonces, pero que tiempo después ha venido cristalizándose en el Pacto Andino, el Acuerdo de Cartagena, el convenio Andrés Bello para la Ciencia de la Educación y la Cultura; Hipólito Unanue para la salud; Simón Rodríguez para la tecnología, y otras más.
| Predecesor: Inicio          | Secretario General de los Negocios de la República Peruana (Ministro único de Bolívar) 26 de marzo de 1824 a 28 de octubre de 1824 | Sucesor: Final           |
| Predecesor: Hipólito Unanue | Ministro de Gobierno y Relaciones Exteriores 28 de octubre de 1824 a 26 de febrero de 1825                                         | Sucesor: Hipólito Unanue |